# Marie Lloyd
Marie Lloyd, pseudonimo di Matilda Alice Victoria Wood (12 febbraio 1870 – 7 ottobre 1922), è stata una cantante e attrice teatrale inglese.

## Biografia

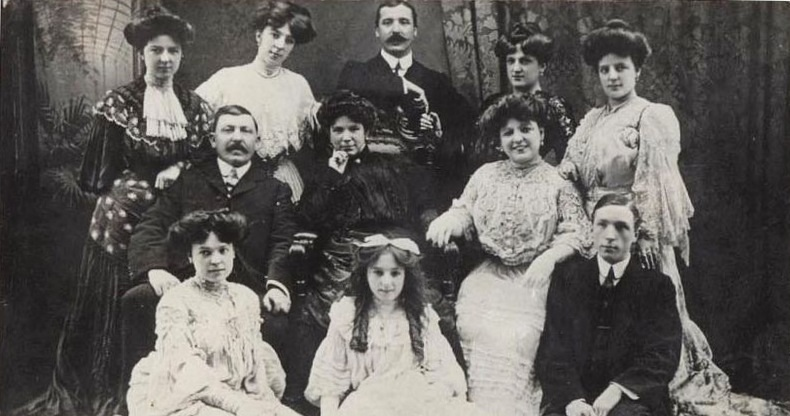
La famiglia Lloyd da sinistra a destra: in piedi:Daisy, Rosie, John, Grace, Alice. Seduti: John Wood (padre), Matilda (madre), Marie. In basso: Annie, Maud, Sydney.

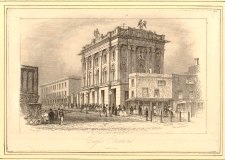
The Eagle Tavern, una dei primi locali dove debuttò la Lloyd

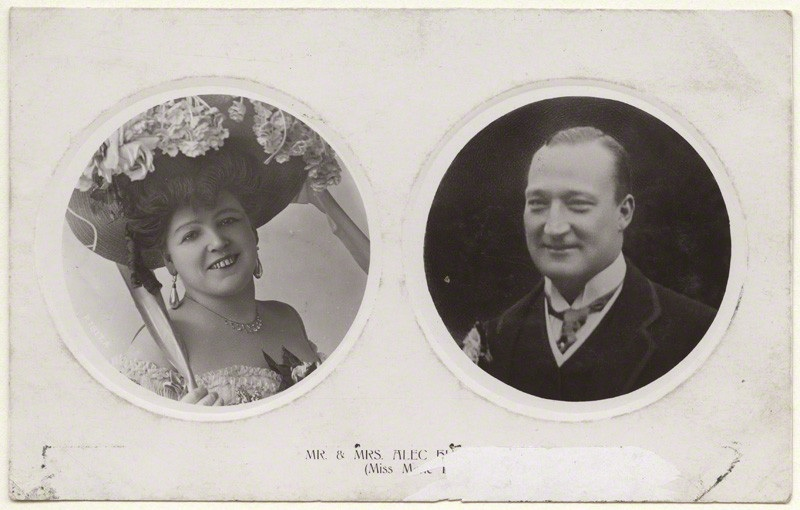
Marie Lloyd e il secondo marito Alec Hurley, nel 1906

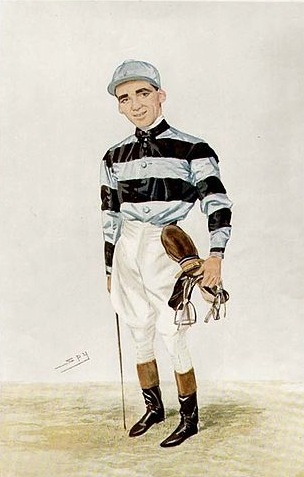
Caricatura di Bernard Dillon, su Vanity Fair, 1906

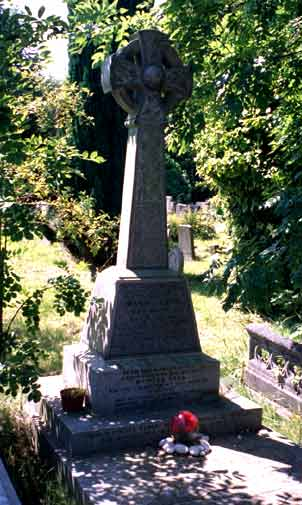
La tomba di Marie Lloyd

La Lloyd nacque il 12 febbraio 1870 a Hoxton, Londra. Suo padre, John Wood (1847-1940), era un cameriere; sua madre, Matilda Mary Caroline nata Archer (1849-1931), era una sarta e costumista.
La Lloyd era la maggiore di nove figli, di una famiglia rispettabile, laboriosa e benestante.
La Lloyd frequentava una scuola a Bath Street, a Londra, ma non amava studiare e ha soprattutto aiutato i fratelli minori nell'educazione.
La Lloyd si divertì a intrattenere la sua famiglia e nel 1879 decise di formare una compagnia chiamata Fairy Bell, che comprendeva anche i suoi fratelli.
Desideroso di mostrare il talento di sua figlia, il padre la fece cantare alla Eagle Tavern di Hoxton, dove lavorava come cameriere, tra le canzoni che eseguì c'era My Soldier Laddie.
Il 9 maggio 1885, all'età di 15 anni, Lloyd fece il suo debutto professionale da solista al Grecian music hall, con il nome di "Matilda Wood",e in seguito si esibì in costumi disegnati da sua madre.
Dopo un breve tirocinio nei circuiti provinciali, fece una rapida carriera nei music-halls londinesi.
Il 3 febbraio 1886, apparve alla prestigiosa Sebright Music Hall a Bethnal Green, dove conobbe George Ware, un prolifico compositore di canzoni da music-hall, che divenne il suo agente e le consigliò di cambiare nome d'arte. "Marie" è stata scelta per il suo suono "posh" e "leggermente francese", e "Lloyd" è stata presa da un'edizione di Lloyd's Weekly Newspaper.
Ben presto iniziò a creare da sola i propri costumi, e dopo un mese di tour in Irlanda, il giornale The Era, il 23 ottobre 1886, la definì «una graziosa piccola soubrette che balla con grande energia ed energia».
Successivamente incontrò e frequentò Percy Charles Courtenay, il corteggiamento fu breve e la coppia si sposò il 12 novembre 1887 a San Giovanni Battista (Hoxton). Nel maggio 1888, Lloyd diede alla luce una figlia, Marie (1888-1967), ma il matrimonio risultò per lo più infelice. Nel 1889, diede alla luce un bambino nato morto, che danneggiò ulteriormente il suo matrimonio.
Nel 1891 apparve al Drury Lane in una serie di pantomime, accanto a Little Tich e Dan Leno, ottenendo con Humpty Dumpty, uno dei suoi più importanti successi.
Lloyd ha debuttato sul palcoscenico americano nel 1893, esibendosi al Koster e al Bial's Music Hall di New York, ottenendo un buon successo.
Nel 1894 Courtenay avviò una procedura di divorzio per motivi di adulterio.
Nel 1895, le canzoni audaci di Lloyd ricevevano frequenti critiche da parte di critici teatrali e influenti femministe. Di conseguenza, ha spesso sperimentato la resistenza da una rigorosa censura teatrale che ha perseguitato il resto della sua carriera.
Nel 1896, Lloyd salpò per il Sudafrica con sua figlia e il tour fu un trionfo e le sue canzoni divennero popolari tra il suo pubblico sudafricano.
Lloyd sposò Hurley il 27 ottobre 1906, dopo che ebbero effettuato un tour in Australia.
Con le sue tournée mondiali si conquistò la definizione di 'regina del music-hall', dopo che nel 1898 tentò la carriera teatrale con una commedia musicale di Chance Newton, non con grande successo.
Nel 1913 assieme al fantino Bernard Dillon fece un tour negli Stati Uniti, che ebbe successo anche se la coppia, non ancora sposata, ebbe seri problemi con le autorità, a causa della loro dichiarazione di essere coniugi durante la richiesta dei visti di ingresso.
Ai tempi della prima guerra mondiale Lloyd diede il suo contributo per risollevare il morale delle truppe visitando spesso ospedali, tra cui l'Ulster Volunteer Force Hospital di Belfast.
Negli anni venti la sua salute peggiorò gradualmente e talvolta si sentiva male sul palcoscenico e morì di problemi di cuore e di insufficienza renale il 7 ottobre 1922, all'età di 52 anni; più di 50.000 persone parteciparono ai suoi funerali al cimitero di Hampstead il 12 ottobre 1922.
Nel music-hall diede un'insuperata espressione allo spirito cockney del popolo londinese.